# Antonio D'Angelo (calciatore)
Antonio D'Angelo (Altamura, 13 maggio 1953 – Taranto, 21 ottobre 1980) è stato un calciatore italiano, di ruolo centrocampista.

## Carriera
Dopo gli esordi nel settore giovanile dell'A.S. Avanti Altamura, debutta in Serie B con il Bari il 12 novembre 1972; con i pugliesi disputa due campionati di Serie B per un totale di 47 presenze e 2 gol, e dopo la retrocessione in Serie C avvenuta nel 1973-1974 gioca per altri tre anni a Bari per un totale di 100 presenze e 3 reti nella terza serie.
L'ultima stagione con la maglia biancorossa vede la vittoria del campionato di Serie C 1976-1977 ed il ritorno in Serie B; l'anno seguente infatti viene ceduto alla Salernitana, con cui gioca per due anni in Serie C segnando 10 reti.
Nel 1979 torna a calcare i campi della cadetteria con il Taranto; con gli jonici disputa la stagione 1979-1980 scendendo in campo 32 volte e mettendo a segno 5 reti.
Nel mercato autunnale 1980-1981 viene ceduto al Rende, militante in Serie C1; non fa però in tempo ad indossare la nuova casacca in quanto, proprio mentre sta per raggiungere la cittadina calabrese per aggregarsi alla sua nuova squadra, è vittima di un tragico incidente stradale nei pressi di Sibari. Trasportato in ospedale a Taranto, muore prima di entrare in sala operatoria.
In carriera ha totalizzato complessivamente 79 presenze e 7 reti in Serie B.
La sua città natale di Altamura gli ha dedicato lo stadio comunale cittadino.

## Palmarès

### Club

#### Competizioni nazionali
- Serie C: 1

Bari: 1976-1977 (girone C)